# Colonne de la Victoire (Dunkerque)
Pour les articles homonymes, voir Colonne de la Victoire.
La colonne de la Victoire est une colonne inaugurée le 9 septembre 1893 pour le centenaire de la levée du siège de Dunkerque au cours duquel les troupes anglaises du Duc d'York ont été vaincues lors de la bataille d'Hondschoote en 1793.

## Localisation
La colonne est située place de la Victoire, à l'intersection de la rue de la victoire et de la rue du Leughenaer.

## Description
Sur cette colonne, est visible la devise décernée par le Comité de salut public en 1793 : « Dunkerque a bien mérité de la Patrie ».
Cette œuvre de l'architecte dunkerquois Jules Lecocq se compose d'un piédestal en pierre soutenant une colonne dorique surmontée d'une victoire en bronze.
Elle a été sculptée par Édouard Lormier et fondue par Maurice de Nonvilliers. 
Le sommet de la colonne est orné d'une victoire aux pieds nus. L'ange triomphateur fait de bronze tient en sa main gauche un sabre abaissé, et dans l'autre une couronne de lauriers. 
Un bas relief, également de Lormier, montre le maire de Dunkerque Emmery présentant au général Joseph Souham les fortifications et les travaux de défense de la ville.

## Galerie

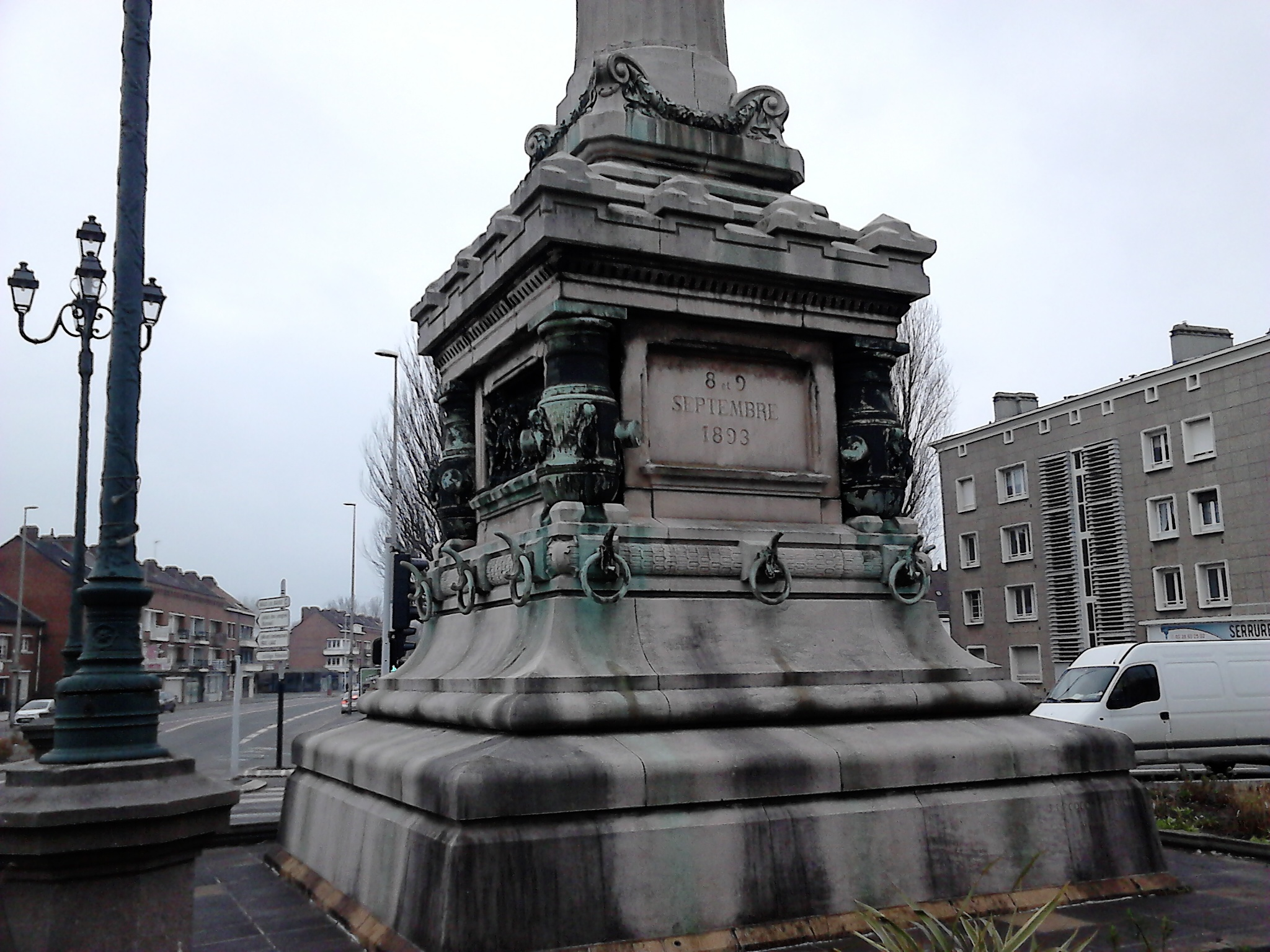
Vue d'une face du socle
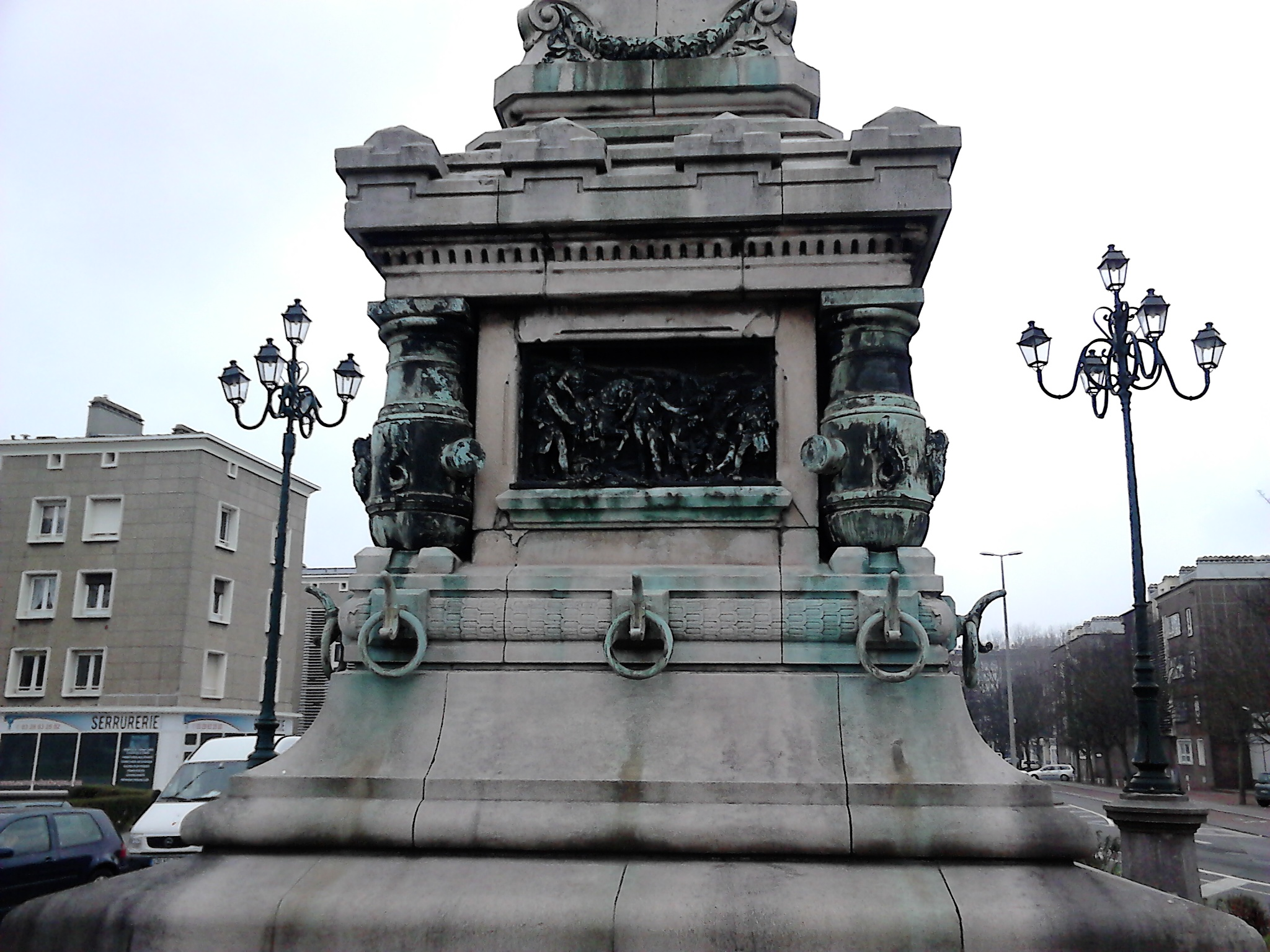
Vue d'une face du socle
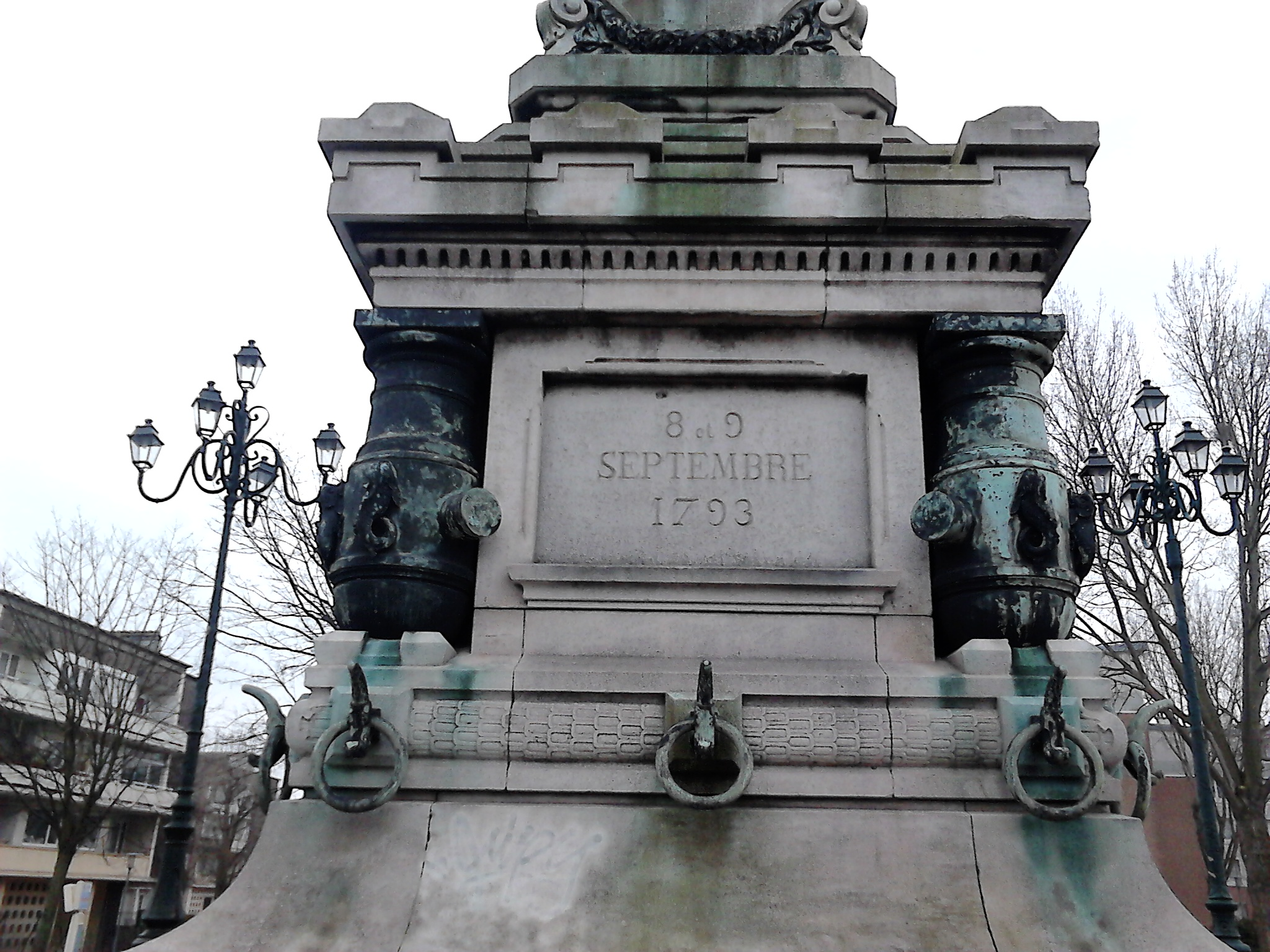
Vue d'une face du socle
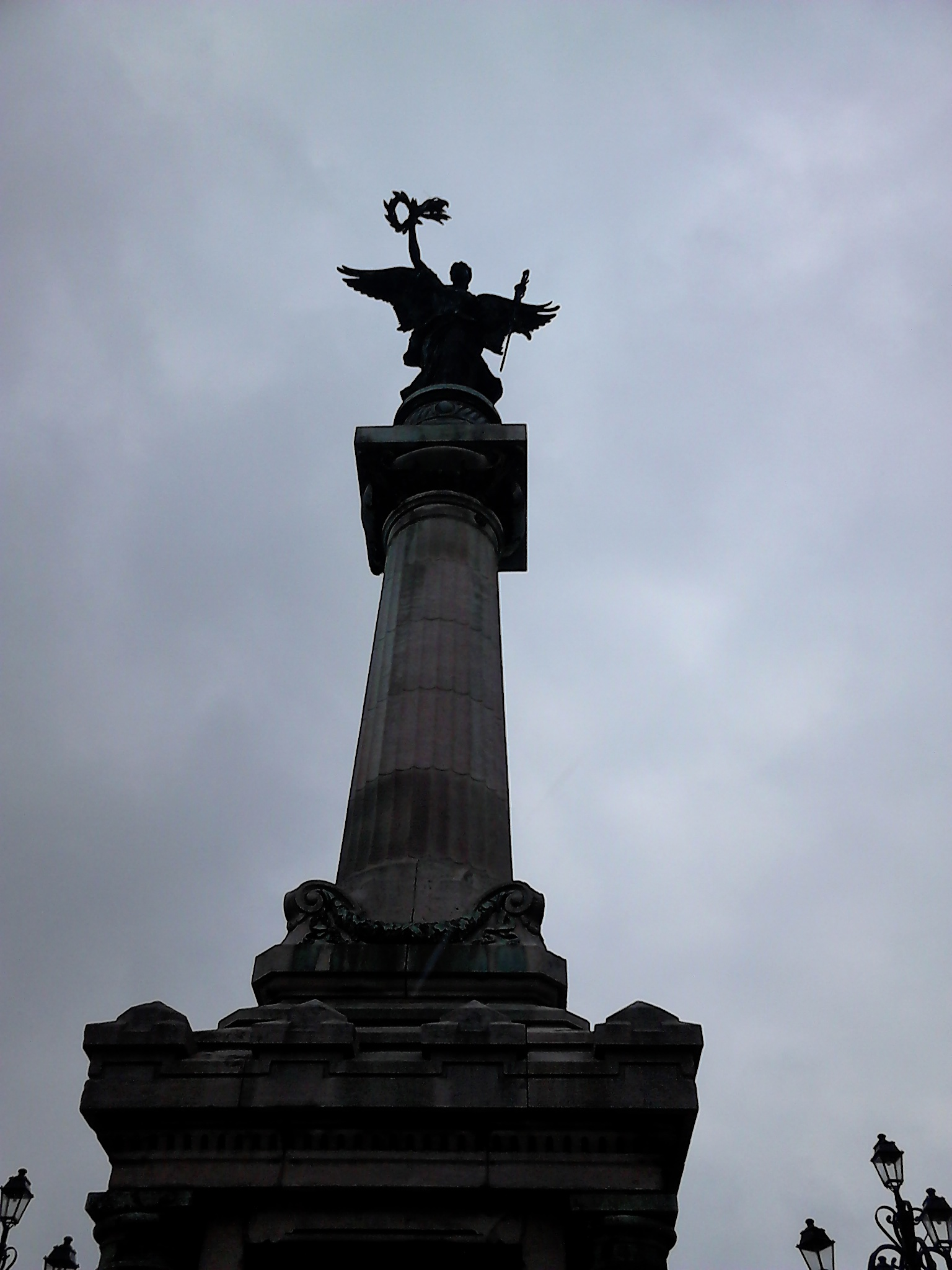
Colonne de la Victoire, vue du pied